# Tito Vespasiano Strozzi

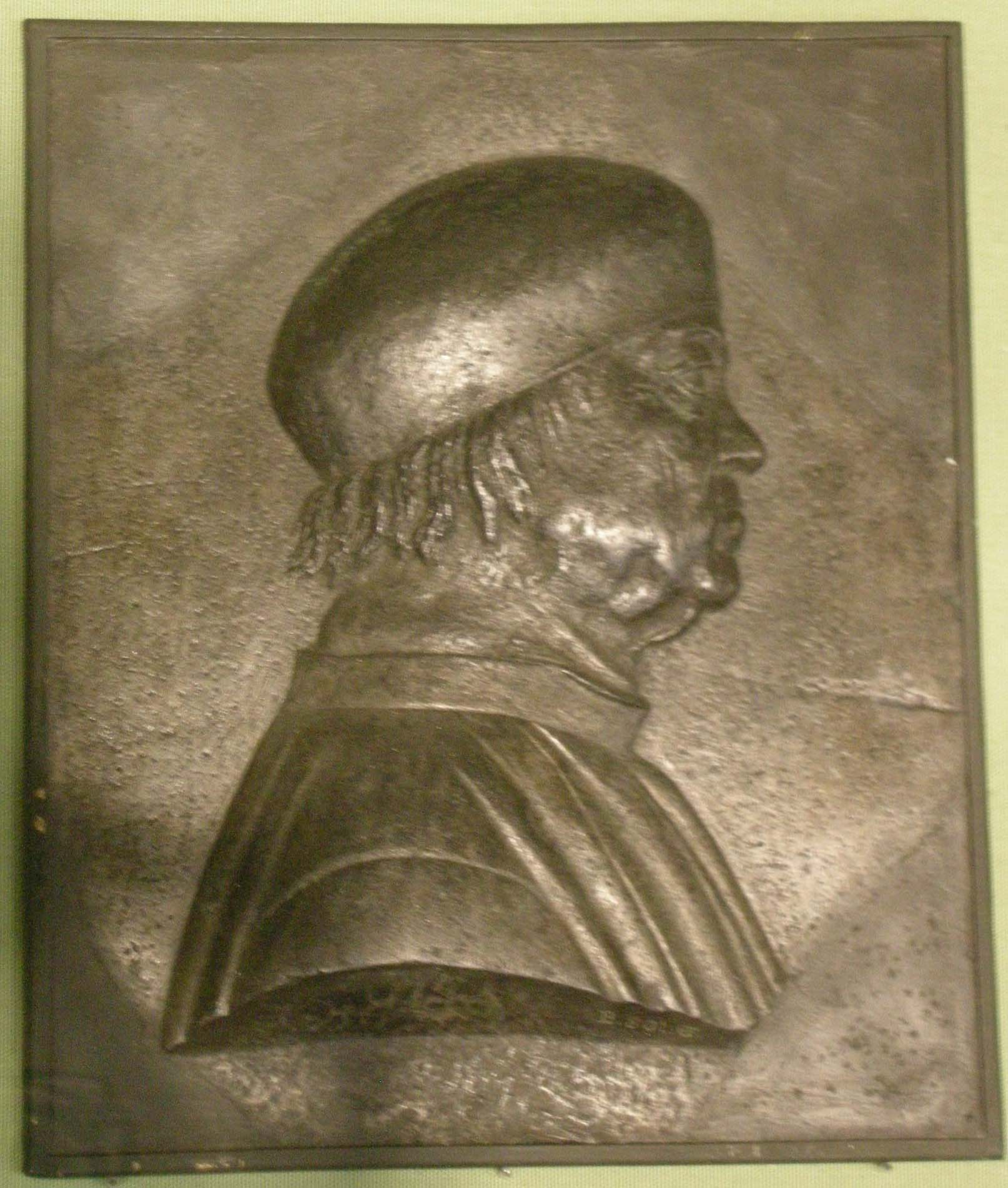
Tito Vespasiano Strozzi

Tito Vespasiano Strozzi (* 1425 in Ferrara; † 30. August 1505 in Raccano, heute zu Polesella in der Provinz Rovigo gehörend) war ein italienischer Humanist.

## Leben
Strozzi stand in enger Verbindung mit den Este in Ferrara, die durch Widmung oder im Inhalt seiner zahlreichen poetischen Werke deutlich wird. Der Beiname Vespasiano wurde ihm in Erinnerung an die römischen Kaiser Vespasian und Titus gegeben, die beide Titus Flavius Vespasianus hießen.
Er verfasste:
- drei Sammlungen von Liebeselegien, die er in der Tradition der römischen Literatur hielt
- Epyllien
- eine Sammlung Eklogen im Stil Vergils, die zum Vorbild für eine Reihe von Nachahmern wurde
- das Versepos Borsias auf die Este allgemein und Borso d’Este im Besonderen
- eine Übersetzung von Petrarcas De vita solitaria ins Italienische.

Sein Sohn Ercole Strozzi (1473–1508) wurde ebenfalls als Dichter bekannt. 

## Werkeditionen
- Die Borsias des Tito Strozzi. Ein Lateinisches Epos der Renaissance. Erstmals herausgegeben, eingeleitet und kommentiert von Walther Ludwig. Humanistische Bibliothek, Reihe 2, Texte; Bd. 5. Fink, München 1977, ISBN 3-7705-1385-1.